# ラノート郡
座標: 北緯7度46分6秒 東経100度19分24秒 / 北緯7.76833度 東経100.32333度
ラノート郡(ラノートぐん、タイ語: ระโนด)はタイ南部ソンクラー県の郡の一つ。

## 歴史
ラノートはもともと都市国家ムアン・サティンプラ（旧ムアン・パッタルン）の支配地域の一つであったサティンプラ半島に位置する。ラーマ3世の頃にムアン・ナコーンシータンマラートに編入され、続いてラーマ4世の頃にムアン・ソンクラーに所属が戻った。モントン・テサーピバーン地方統治制度が整うと、1923年ムアン・ラノートを廃し、代わりにラノート分郡を設置し、郡庁舎と警察署を建設した。1924年郡に昇格した。

## 地名について
ラノートの名はマレー語の「ルヌット」（Renut） (Jawi: رينوت)がタイ語風に訛ったものである。

## 地理
ラノート郡は南から時計回りにサティンプラ郡、クラセーシン郡パッタルン県 ムアンパッタルン郡、クワンカヌン郡、ナコーンシータンマラート県チャウワット郡、フワサイ郡に接する。東はタイランド湾に接する。
郡の西はソンクラー湖北部タレー・ノーイに面している。

## 行政区分
ラノート郡は12のタムボンに分かれ、さらにその下位に73の村（ムーバーン）がある。郡内にはテーサバーンが2つある。テーサバーンタムボン・ラノートは、タムボン・ラノートの一部を管理している。テーサバーンタムボン・ボートゥルは、タムボン・ボートゥル、タムボン・ラワ、タムボン・ワットソンの一部を管理している。それぞれのタムボンはタムボン行政体により行政が行われている。
| No. | 名                       | タイ語  | 村数 | 人口   |
| --- | ------------------------ | ------- | ---- | ------ |
| 01. | タムボン・ラノート       | ระโนด   | 07   | 10,865 |
| 02. | タムボン・クローンデーン | คลองแดน | 05   | 03,389 |
| 03. | タムボン・タクリア       | ตะเครียะ | 05   | 04,120 |
| 04. | タムボン・ターボーン     | ท่าบอน   | 10   | 08,760 |
| 05. | タムボン・バーンマイ     | บ้านใหม่  | 09   | 04,359 |
| 06. | タムボン・ボートゥル     | บ่อตรุ    | 05   | 07,939 |
| 07. | タムボン・パークトレ     | ปากแตระ | 06   | 05,902 |
| 08. | タムボン・パンヤーン     | พังยาง   | 04   | 03,472 |
| 09. | タムボン・ラワ           | ระวะ    | 07   | 06,366 |
| 10. | タムボン・ワットソン     | วัดสน    | 04   | 05,099 |
| 11. | タムボン・バーンカーオ   | บ้านขาว  | 06   | 04,622 |
| 12. | タムボン・デーンサグワン | แดนสงวน | 05   | 02,658 |

## 注脚
1. ↑  amphoe.com "อำเภอระโนด  จังหวัดสงขลา"
2. ↑  Department of Provincial Administration"Population statistics 2008"